# Стањо (Фиренца)
Стањо је насеље у Италији у округу Фиренца, региону Тоскана.
Према процени из 2011. године у насељу је живело 130 становника. Насеље се налази на надморској висини од 36 m.